# 削り出し
削り出し（けずりだし）は、機械加工において、機械の部品などをインゴット（素材のかたまり）から旋盤やフライス盤などを用いて形成する事。加工の形態としては、切断と合わせて切削加工と呼ばれる。

## 概要
削り出しは、素材の加工において均一な塊から形を圧延を行わずに切削することで形を作ることである。広義には彫刻も一種の「削り出し」ではあるが、一般には機械の部品（機械要素）などを製作する場合を指す。
この加工の最大の利点は、圧延で発生しうる素材密度のむらや内部のひび割れなどといった問題を起こさず、可塑性に乏しい割れたり欠けたりする性質のある素材でも精確に加工できる点にある。反面、加工の手間はプレス加工など他の大量生産を前提とした生産手法よりも格段に手間が掛かる部分があり、当然加工コストを押し上げ、製品としての価格を押し上げる要因となる。
金属を削る時は、多大な摩擦熱が発生するため、冷却のため切削油や水などを流す必要がある。また、削り滓や粉塵の処理、騒音の問題もあるため、加工設備に関しても制約が多い。
おなじ金属加工の手法である「鋳造」と比べると高い寸法精度や表面の平滑性を得ることが可能であり、また鋳造で問題になる、冷却され凝固するまでに発生する金属結晶生成の差による部品強度の低下を回避することができる。応力が掛かる部品の製造では、強度が全体的に均一であるため、内部の密度差や傷などに伴い発生しうる応力集中で部品破損を起こすことが無い。
「プレス加工」のように金型を用意する必要も無ければ鋳造のように鋳型を製作する必要も無く、ある程度小さな部品であれば加工設備も小さくて済み、大量生産ではない部品の製造に於いては専用ジグを必要とせずに加工できるなどの利点がある。反面、同一部品の大量生産では物品の設計段階で加工しやすい形状に限定せざるを得ないなど、意匠性などを求め難い部分がある。

## 同加工方法の用途
金属加工などでしばしば用いられ、こと応力の掛かる機械要素などでは、この削り出し部品が見られる。軽金属（アルミニウムなど）合金の部品では素材自体が切削しやすいこともあるが、半面鋳造で均一としにくい部分がある。また鋳物でも、精密加工が必要な部分は切削整形される。レシプロエンジンなど内燃機関のシリンダーは、特に内径サイズが厳密かつ滑らかである必要があるため、切削加工される。
ファインセラミックスなど20世紀末頃より産業規模で注目され始めた新素材では、焼結前に整形しても焼結後に求めるとおりの形状にならないため、精密さが求められる部分で切削加工されうる。
このほか、ナイフなどの刃物では、鍛造によるものと、「ストックアンドリムーバル」と呼ばれる素材から形状を削りだす手法の2種類がある。ことストックアンドリムーバルでは個人ナイフメーカーに於いては鍛造よりも量生に向き、ステンレススチール製カスタムナイフのほとんどはストックアンドリムーバル製法で大まかな形を素材から削りだして浸炭・焼入れが行われる。
時計など精密機械でも産業の黎明期より時計職人が部品を一つ一つ削り出しで製作していたが、今日でも高級ブランドの腕時計を中心に削り出し部品が利用される。これは部品精度を極めて高く維持することが可能なためである。ただ、大衆向けの安価な製品（廉価版）では、エンジニアリングプラスチックのような高性能で加工性の優れる素材もあり、大量生産の安価な製品では「そこそこの性能」がこの新素材でも可能なため、最上の機械式時計と、安価な量産時計の二極化的な住み分けも発生している。

## 削り出しの応用例
削り出しでは、古く旋盤やフライス盤・グラインダーなどの動力工具や、より古くではヤスリなどを使い手作業で素材から造形することが行われた。削り出し加工では前述の通り精密性や出来上がった加工物が均一であることにちなむ強度を備えることになるが、如何せん動力工具を使ってなお手間の掛かる加工手段であることに違いなく、これの自動化による省力化・効率化も求められている。
NC加工（数値制御で操作される動力工具）やCNC（コンピュータ制御により高度化された工作機械）の導入は、こういった削り出し加工の効率化を推し進め、特にCNCに至っては電子データとしての図面から直接材料加工が行えるまでになっており、立体的な造形物を連続的に、かつ同じものを大量生産することに向いている。
こういった流れの中では、工作ビットを交換しながら一連の作業を行う一種のロボットのように高度化された工作機械も開発される一方、より大きな素材から加工物を生産できるものも登場、後述するように立体的な造形物を加工できるようになり、大きなものでは鉄道車両の車体（一部）や大型船舶のスクリューのようなものまで扱える設備も利用されている。

### A-trainの三次元削り出し加工
日立製作所のA-trainで製造された一部の車両では車両前面の製作に三次元削り出し加工と称する新しい製作工法が採用されている。
従来の鉄道車両では車両前面、特に滑らかな曲面構成の部材製作には、熟練職人のハンマーによる叩き出しに頼った製作が基本とされてきた。この工法では骨組みを格子状に組み立て、その表に曲面製作した板材を溶接して製作していた。しかし、この製作工法では非常に手間がかかることや製作に時間がかかるなどの欠点があった。これら改善するために実用化されたのが三次元削り出し加工である。
これはアルミニウムの板材を曲面プレス成形した後、従来の骨組みに該当する部分を残して高速回転ツールを用いて表と裏から削り出しを行う。複雑な曲面もコンピュータに入力された三次元データにより、歪のない正確な曲面が製作される。特にこの削り出し部材は骨組みと板材を溶接した旧来の工法に比べ、部材自体が一体となっているために強度が高く、衝突事故が発生した際の車体損傷の軽減が図れるものとされている。さらに同じ部材を大量に製作することも可能で、省力化も図れるものである。
この工法は日立製作所製の新幹線700系電車の途中から採用が始まり（ただし、新幹線はA-trainには該当しない）、新幹線以外の一般電車では2004年秋に落成した東京地下鉄05系13次車から採用が始まっている。
主な採用車両
- 東京地下鉄05系13次車
- 東葉高速鉄道2000系電車
- 福岡市交通局3000系電車
- 東京メトロ15000系電車

参考資料
- 鉄道ジャーナル社「鉄道ジャーナル」2007年10月号「新アルミ車両システム　日立のA-train」
- 講談社「図解　電車のメカニズム - 通勤電車を徹底解剖 - 」

## 余録
余録とはなるが、工作機械操作などでは職人的技能が問われる面も強く、また高精度な精密加工が可能であるなどの観点から、この削り出し加工による部品には愛好者と呼べるユーザーも存在する。
自動車でもエンスージアストなどと呼ばれる熱狂的な自動車マニアの中には、こういった削り出しのカスタムパーツ（アルミホイールなど）に興味を抱く層も存在する。また、そういった熱心な愛好者向けにカスタムパーツを専門に手掛けるパーツメーカーも見られる。当然、標準パーツよりも高価である。